# Gomené
Gomené är en kommun i departementet Côtes-d'Armor i regionen Bretagne i nordvästra Frankrike. Kommunen ligger i kantonen Merdrignac som tillhör arrondissementet Dinan. År 2022 hade Gomené 549 invånare.

## Befolkningsutveckling
Antalet invånare i kommunen Gomené
Referens:INSEE